# 프레셔스 카고: 프로 범죄단
《프레셔스 카고: 프로 범죄단》(Precious Cargo)은 2016년 캐나다의 액션 영화이다.

## 출연

### 주연
- 마크 폴 고셀라 : 잭 역
- 브루스 윌리스 : 에디 역

### 조연
- 클레어 폴라니 : 카렌 역
- 존 브라더튼 : 니콜라스 역
- 리디아 훌 : 제나 역
- 다니엘 베른하르트 : 시몬 역
- 애슐리 커크 : 조이 역
- 닉 로엡 : 앤드류 역
- 타일러 존 올슨 : 루카스 역
- 진 클로드 리우어 : 구스타보 역
- 크리스토퍼 롭 보웬 : 글렌 역
- 제나 B. 켈리 : 로건 역
- 제시 프루에트
- 존 실래치
- 새미 바버 : 압사라 역

## 기타
- 프로듀서: 제임스 에드워드 바커
- 프로듀서: 조지 펄라
- 프로듀서: 노턴 헨릭
- 프로듀서: 스콧 만
- 미술: 네이트 존스
- 의상: 보니 스타우치
- 수입:  컨텐츠빌리지